# Nauti FC
Nauti FC is een Tuvaluaans voetbalclub uit Funafuti.
De club speelt zijn thuiswedstrijden net zoals elke club in Tuvalu op het Tuvalu Sports Ground. Nauti geldt als een van de betere clubs in Tuvalu, ze wonnen de meeste prijzen van alle clubs. Het is, net als alle Tuvaluaans voetbalclubs, een amateurclub. Ze hebben ook een B-team en een vrouwenelftal.

## Geschiedenis
Nauti werd in de jaren tachtig opgericht. De eerste prijs wonnen ze in 1988, in de jaren tachtig en negentig stonden ze vaak in de finale van de Independence Cup. Die prijs wonnen ze ook in 2008 en 2009.
Nauti won de Tuvalu A-Division het meest van alle clubs, sinds de oprichting van de competitie in 2001. In 2005 wonnen ze voor de eerste keer en vanaf 2007 acht keer achter elkaar. Het jaar 2009 was hun succesjaar, ze wonnen drie prijzen.

## Erelijst
Nationaal
- Tuvalu A-Division
  - Winnaar (16): 2005, 2007, 2008, 2009, 2010, 2011, 2012, 2013, 2014, 2015, 2016, 2019, 2020, 2022, 2023.
- Independence Cup
  - Winnaar (6): 1988, 1990, 1999, 2003, 2008, 2009
  - Runner up (4): 1998, 2004, 2007, 2012

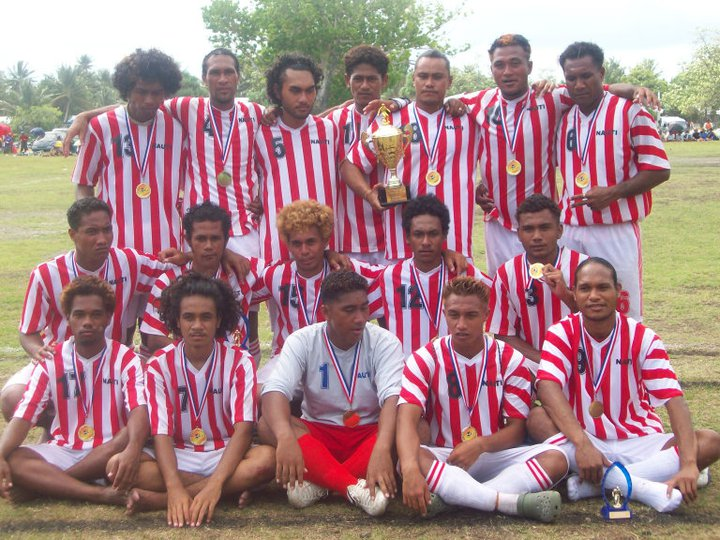
Nauti FC

- NBT Cup:
  - Winnaar (2): 2009, 2010
- Tuvalu Games
  - Runner up (1): 2010
- Christmas Cup
  - Runner up (1): 2011

## Selectie 2012
| Nr. |                 | Positie | Speler             |
| --- | --------------- | ------- | ------------------ |
|     | Vlag van Tuvalu | DM      | Jay Timo           |
|     | Vlag van Tuvalu | DM      | Lomisia Lota       |
|     | Vlag van Tuvalu | V       | Lenati Sioni       |
|     | Vlag van Tuvalu | V       | Joshua Tui Tapasei |
|     | Vlag van Tuvalu | V       | Ikiele Taula       |
|     | Vlag van Tuvalu | V       | John Tevesi        |
|     | Vlag van Tuvalu | M       | Raj Sogivalu       |
|     | Vlag van Tuvalu | M       | Afelee Valoa       |
|     | Vlag van Tuvalu | M       | Jeff Logo          |
|     | Vlag van Tuvalu | M       | Sili Fakasega      |

| Nr. |                 | Positie | Speler           |
| --- | --------------- | ------- | ---------------- |
|     | Vlag van Tuvalu | M       | Maleko Heiloa    |
|     | Vlag van Tuvalu | M       | Teinuku Feagaiga |
|     | Vlag van Tuvalu | M       | Fisa Liveti      |
|     | Vlag van Tuvalu | M       | Danny Eneli      |
|     | Vlag van Tuvalu | M       | Sosene Vailine   |
|     | Vlag van Tuvalu | A       | Uilani Tavita    |
|     | Vlag van Tuvalu | A       | Leki Vave        |
|     | Vlag van Tuvalu | A       | Sisi Temalie     |
|     | Vlag van Tuvalu | A       | Togavai Stanley  |
|     | Vlag van Tuvalu | A       | Mase Tumua       |

#### Nauti B
Nauti B is het tweede elftal van Nauti. Het team bestaat uit jonge of oude spelers waarvan sommige nog niet de doorbraak maakten naar Nauti A.

##### Selectie
| Nr. |                 | Positie | Speler          |
| --- | --------------- | ------- | --------------- |
|     | Vlag van Tuvalu | A       | Sisi Temalie    |
|     | Vlag van Tuvalu | M       | Tapeni Letueti  |
|     | Vlag van Tuvalu | M       | Maleko Heiloa   |
|     | Vlag van Tuvalu | M       | Julie Niu       |
|     | Vlag van Tuvalu | M       | Esekia Emiliata |

## Bekende (oud-)spelers
- Onusemu Neemia
- Lalesi Vaia
- Semese Alefaio
- Peniuna Kaitu
- Hetoa Kaio
- Tapeni Letueti
- Easter Tekafa
- Jerome Funafuti